# Heidelichtmot
De heidelichtmot (Pempelia palumbella) is een vlinder uit de familie snuitmotten (Pyralidae). De spanwijdte van de vlinder bedraagt tussen de 20 en 23 millimeter. De soort overwintert als pop.

## Waardplant
De heidelichtmot heeft struikhei, thijm en soorten uit de vleugeltjesbloemfamilie als waardplanten.

## Voorkomen in Nederland en België
De heidelichtmot is in Nederland en in België een vrij schaarse soort. De soort kent één generatie die vliegt van mei tot in september.